# Braune Kuchen
I Braune Kuchen (dal tedesco "biscotti marroni") sono dolci tedeschi diffusi nella Germania settentrionale e in Scandinavia.

## Storia
La ricetta dei Braune Kuchen fu inventata nel 1782 da Johann Georg Kemm, proprietario della pasticceria Konditorei und Bäckerei Kemm, nel distretto di Altona, che rimase di proprietà della sua famiglia fino al 1889. Karl Kemm diede in eredità la sua attività e la ricetta dei biscotti ad Heinrich Flentje che, nel 1903, trasformò la pasticceria artigianale di Kemm nell'azienda J. G. Kemm GmbH di Lokstedt, che proseguì la sua attività fino al 1994. In seguito, i diritti dei Braune Kuchen passarono alla Wilhelm Gruyters GmbH & Co. KG di Krefeld che vendette i dolci con il nome Kemmsche Kuchen. Il primo ottobre 2015, il marchio Kemmsche Kuchen fu venduto alla Kemm 1782 Hamburg GmbH.

## Caratteristiche
I Braune Kuchen sono biscotti composti da farina di grano, segale e potassa e vengono spesso insaporiti con miele, sciroppo, chiodi di garofano, cannella e pimento. Quando sono rotondi prendono il nome di Helgoländer Nüsse. Ad Amburgo vengono preparati dei Braune Kuchen rettangolari e insaporiti con sciroppo di barbabietola, spezie e pan di zenzero. I Braune Kuchen vengono conservati in apposite scatole ermetiche.